# Władisław Riabcew
Władisław Riabcew (ros. Владислав Рябцев; ur. 13 grudnia 1987 r.) – rosyjski wioślarz.

## Osiągnięcia
- Mistrzostwa Świata – Poznań 2009 – czwórka podwójna – 9. miejsce[1].
- Mistrzostwa Europy – Montemor-o-Velho 2010 – jedynka – 10. miejsce[1].